# Tim Quarterman
Tim Quarterman (ur. 27 października 1994 w Savannah) – amerykański koszykarz występujący na pozycjach rozgrywającego oraz rzucającego obrońcy, obecnie zawodnik Ironi Naharijja.
28 czerwca 2017 trafił do Houston Rockets w zamian za zobowiązania gotówkowe. 13 października został zwolniony.
2 stycznia 2018 został zawodnikiem chińskiego Jiangsu Dragons. Został szybko zastąpiony przez Jabariego Browna z powodu problemów z wizą, w wyniku powyższego nie wystąpił w żadnym spotkaniu. 16 lutego trafił do Agua Caliente Clippers. 30 marca podpisał dwuletnią umowę z Houston Rockets. 12 kwietnia został zwolniony przez klub. 21 listopada dołączył do izraelskiego Ironi Naharijja.

## Osiągnięcia
Stan na 13 kwietnia 2018, na podstawie, o ile nie zaznaczono inaczej.
NCAA
- Uczestnik turnieju NCAA (2015)